# Skra Bełchatów w sezonie 2011/2012

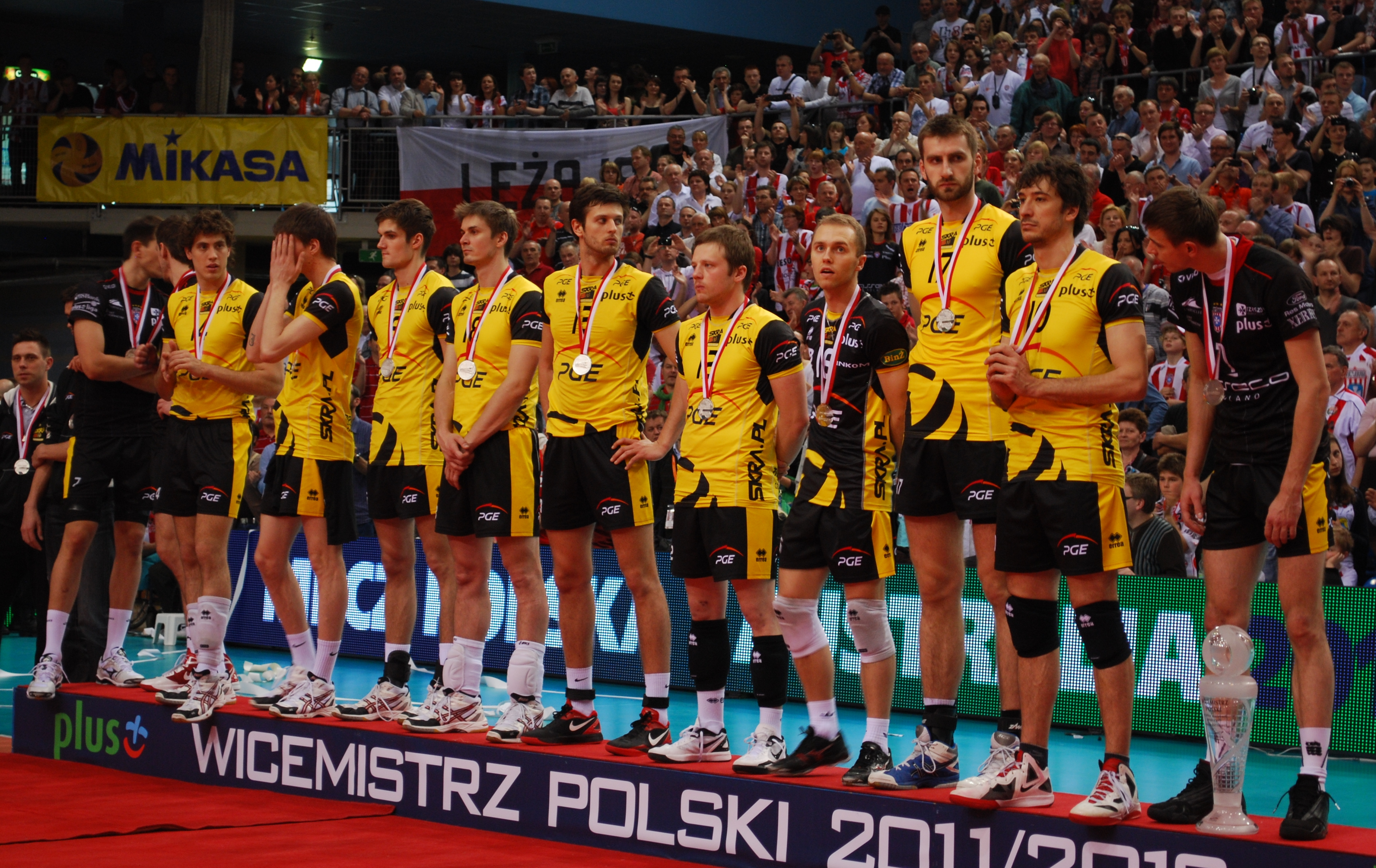
Skra Bełchatów. Vicemistrzowie Polski w sezonie 2011/2012

Sezon 2011/2012 był 12 sezonem w historii Skry Bełchatów w najwyższej klasie rozgrywek klubowych w Polsce (obecnie PlusLiga). Pierwszy mecz w sezonie rozegrała 30 września 2011 roku z drużyną Lotos Trefl Gdańsk.
Skra Bełchatów przed początkiem sezonu miała na swoim koncie 7 mistrzostw Polski, 5 Pucharów Polski oraz dwa brązowe medale Ligi Mistrzów.

## Historia

### Przygotowania przed sezonem
PGE Skra Bełchatów rozpoczęła przygotowania do sezonu 2011/2012 po letniej przerwie 16 sierpnia 2011 roku. W pierwszym treningu uczestniczyło dwóch nowych zawodników klubu: Konstantin Čupković i Robert Milczarek. Spośród nowych graczy nieobecni byli: Wytze Kooistra, będący na zgrupowaniu reprezentacji Holandii, oraz Aleksandar Atanasijević, który do drużyny dołączył 21 sierpnia, a później wyjechał na zgrupowanie reprezentacji Serbii. Czterech zawodników (Bartosz Kurek, Marcin Możdżonek, Paweł Zatorski i Karol Kłos) zostało powołanych przez Andreę Anastasiego do reprezentacji Polski na mistrzostwa Europy.
W pierwszym sparingu rozegranym 7 września w Kluczborku PGE Skra Bełchatów pokonała Indykpol AZS Olsztyn 3:1. Dochód ze spotkania przeznaczony został na budowę hospicjum stacjonarnego w Smardach Górnych.
Dwa kolejne sparingi zawodnicy Skry rozegrali w hali „Energia” z Asseco Resovią, wygrywając jedno spotkanie.
13 września Skra Bełchatów rozegrała towarzyski mecz z reprezentacją Algierii (3:2), w trakcie którego testowany był Kubańczyk Armando Danger. Następnego dnia zawodnicy z Bełchatowa ponieśli porażkę w charytatywnym meczu w Pionkach z Jastrzębskim Węglem 2:3.
W dniach 16-18 września zawodnicy PGE Skry Bełchatów uczestniczyli w Miliczu w Turnieju Mistrzów o Puchar Prezesa PLPS, w którym wygrali dwa na trzy spotkania, zajmując drugie miejsce (zwycięstwa odnieśli nad belgijskim Knack Roeselare i Asseco Resovią, porażkę ponieśli z klubem ZAKSA Kędzierzyn-Koźle, który wygrał turniej). Michał Winiarski został wybrany MVP turnieju, natomiast Miguel Ángel Falasca otrzymał nagrodę dla najlepszego rozgrywającego.
22 września odbyła się oficjalna konferencja w bełchatowskim Sport Hotelu, w trakcie której zaprezentowana została drużyna na sezon 2011/2012. Jedynym zawodnikiem, który z powodu kontuzji nie uczestniczył w konferencji, był Michał Bąkiewicz.
W dniach 24-25 września PGE Skra Bełchatów rozegrała dwa spotkania w ramach II Międzynarodowego Turnieju Charytatywnego o Puchar Burmistrza Oleśnicy z niemieckimi klubami Berlin Recycling Volleys i evivo Düren, wygrywając oba 3:0. Po meczu z evivo Düren siatkarze wzięli udział w zorganizowanym na placu Gabriela Narutowicza w Bełchatowie I Ogólnopolskim Zlocie Kibiców Skry Bełchatów.
W ostatnim sparingu przed początkiem sezonu PGE Skra Bełchatów pokonała Indykpol AZS Olsztyn 4:0.

### Pierwsza runda fazy zasadniczej
Pierwszy mecz w sezonie PGE Skra Bełchatów rozegrała 30 września 2011 roku z klubem Lotos Trefl Gdańsk w hali Ergo Arena, odnosząc zwycięstwo 3:1. MVP spotkania został Mariusz Wlazły, który był najlepiej punktującym zawodnikiem w swojej drużynie (21 pkt). Przed spotkaniem 2. kolejki Michał Winiarski na treningu wybił palca, przez co został wykluczony z gry. W przegranym 0:3 meczu z ZAKSĄ Kędzierzyn-Koźle zastąpił go Konstantin Čupković. W wyjazdowym spotkaniu 3. kolejki z Asseco Resovią zakończonym zwycięstwem gospodarzy 3:2 w podstawowym składzie ponownie wyszedł Konstantin Čupković, jednak w pierwszym secie został zmieniony przez Michała Winiarskiego. Po dwóch porażkach w kolejnym spotkaniu Skra Bełchatów pokonała w czterech setach Tytan AZS Częstochowa. Najlepszym zawodnikiem wybrany został Aleksandar Atanasijević, który zastąpił Mariusza Wlazłego. W 5. kolejce w hali Torwar Skra Bełchatów pokonała 3:2 AZS Politechnika Warszawska. Nagrodę dla najbardziej wartościowego gracza otrzymał Bartosz Kurek. Po zwycięstwie nad Delectą Bydgoszcz 3:0 Skra Bełchatów awansowała z piątego na drugie miejsce w tabeli fazy zasadniczej. Ostatni mecz przed przerwą na Puchar Świata PGE Skra Bełchatów rozegrała 5 listopada. Pokonując na wyjeździe Jastrzębski Węgiel 3:1, utrzymała pozycję wicelidera. W meczu nie zagrał Bartosz Kurek, ponieważ doznał urazu w trakcie treningu. Drugi raz w sezonie MVP wybrany został Mariusz Wlazły.
Do reprezentacji Polski na Puchar Świata powołanych zostało czterech zawodników: Bartosz Kurek, Marcin Możdżonek, Michał Winiarski i Paweł Zatorski. Na zgrupowania swoich reprezentacji pojechali także Aleksandar Atanasijević i Wytze Kooistra. Pozostali zawodnicy dostali dziewięć dni wolnego. Pierwszy trening po urlopach, w którym uczestniczyło ośmiu zawodników, odbył się 15 listopada. W trakcie przerwy w rozgrywkach ligowych PGE Skra Bełchatów rozegrała jeden sparing, ulegając 19 listopada Tytanowi AZS Częstochowa 2:3.
W pierwszym meczu PlusLigi po zakończeniu Pucharu Świata Skra Bełchatów pokonała Indykpol AZS Olsztyn 3:0. Z zawodników, którzy grali w reprezentacjach, jedynie Paweł Zatorski wyszedł w podstawowym składzie. Po raz drugi w sezonie nagrodę MVP otrzymał Daniel Pliński. W ostatnim spotkaniu pierwszej rundy fazy zasadniczej PGE Skra Bełchatów wygrała z Fartem Kielce po tie-breaku. Najlepszym zawodnikiem meczu wybrany został Michał Winiarski. Skra Bełchatów zakończyła pierwszą rundę na 2. miejscu z dorobkiem 20 punktów, co pozwoliło jej ominąć 5. rundę Pucharu Polski. Liderem pozostawała ZAKSA Kędzierzyn-Koźle mająca 22 punkty.

### Druga runda fazy zasadniczej
Druga runda fazy zasadniczej rozpoczęła się po przerwie świątecznej. W pierwszym meczu rozegranym 29 grudnia w hali „Energia” PGE Skra Bełchatów, grająca w częściowo rezerwowym składzie, pokonała 3:0 Lotos Trefl Gdańsk. Drugą nagrodę MVP w sezonie otrzymał Bartosz Kurek. Po przerwie związanej z Nowym Rokiem i ćwierćfinałami Pucharu Polski kolejny mecz ligowy siatkarze PGE Skry Bełchatów rozegrali 15 stycznia w hali „Azoty”. Pokonując drużynę ZAKSA Kędzierzyn-Koźle 3:1, awansowali na 1. miejsce w tabeli. Po raz trzeci w sezonie MVP uznany został Daniel Pliński. Mecz 12. kolejki przeciwko Asseco Resovii odbył się tuż po turnieju finałowym Pucharu Polski, w którym obie drużyny zagrały ze sobą w półfinale. Ponownie zwycięstwo odniosła PGE Skra Bełchatów (3:0). MVP spotkania po raz trzeci w sezonie wybrany został Bartosz Kurek. W spotkaniu 13. kolejki gracze PGE Skry Bełchatów pokonali na wyjeździe Tytan AZS Częstochowa 3:0, powiększając swoją przewagę nad zespołem z Kędzierzyna-Koźla do czterech punktów (ZAKSA Kędzierzyn-Koźle przegrała z Asseco Resovią 1:3). Nagrodę MVP odebrał Miguel Ángel Falasca. W kolejnym spotkaniu zawodnicy PGE Skry Bełchatów odnieśli zwycięstwo nad AZS Politechnika Warszawska 3:2. Za najbardziej wartościowego gracza spotkania uznano Mariusza Wlazłego. Na mecz przyjechała Riet Ooms – wiceprezes Europejskiej Konfederacji Piłki Siatkowej. Jej celem było przyjrzenie się systemowi challenge.
Przed spotkaniem z Delectą Bydgoszcz prezesi obu klubów podpisali na konferencji prasowej w Bydgoszczy deklarację o partnerstwie. Mecz zakończył się zwycięstwem gości 3:0, a MVP został Bartosz Kurek. W spotkaniu 16. kolejki zawodnicy PGE Skry Bełchatów bez straty seta pokonali Jastrzębski Węgiel, a nagrodę dla MVP otrzymał Michał Winiarski. W trakcie meczu lekkiej kontuzji nabawił się Paweł Woicki. W przedostatniej kolejce podopieczni Jacka Nawrockiego zagrali z Indykpolem AZS Olsztyn. Zwyciężając 3:1, zapewnili sobie pierwsze miejsce na koniec fazy zasadniczej. Najbardziej wartościowym graczem meczu wybrany został Michał Winiarski. 29 lutego PGE Skra Bełchatów otrzymała po raz drugi certyfikat jakości ISO 9001:2008. Ostatni mecz fazy zasadniczej klub z Bełchatowa zagrał 2 marca, wygrywając z Fartem Kielce 3:1. Trzecią kolejkę z rzędu nagrodę dla MVP otrzymał Michał Winiarski. Było to piętnaste zwycięstwo z rzędu w lidze.
PGE Skra Bełchatów zakończyła fazę zasadniczą na pierwszym miejsce z dorobkiem 16 zwycięstw i 46 punktów. W głosowaniu trenerów do najlepszej 7 fazy zasadniczej wybranych zostało czterech zawodników klubu: Bartosz Kurek, Michał Winiarski, Daniel Pliński i Mariusz Wlazły.

### Puchar Polski
PGE Skra Bełchatów jako 2. drużyna w tabeli fazy zasadniczej PlusLigi po 9. kolejkach udział w Pucharze Polski rozpoczęła od meczów ćwierćfinałowych, w których zmierzyła się z drużyną grającą w I lidze – MKS MOS Interpromex Będzin. Pierwsze spotkanie rozegrane 4 stycznia 2012 roku w hali „Łagisza” w Będzinie zakończyło się zwycięstwem PGE Skry Bełchatów 3:0. Najlepiej punktującym zawodnikiem był Bartosz Kurek (11 pkt). Mecz rewanżowy odbył się dwa dni później w hali „Energia” w Bełchatowie. PGE Skra Bełchatów, występując w rezerwowym składzie, ponownie pokonała MKS MOS Interpromex Będzin 3:0 i uzyskała awans do turnieju finałowego. Najwięcej punktów w meczu zdobył Aleksandar Atanasijević (17 pkt).
Turniej finałowy Pucharu Polski rozegrany został w dniach 21-22 stycznia 2012 roku w hali Podpromie w Rzeszowie. W półfinale PGE Skra Bełchatów zmierzyła się z drużyną gospodarzy – Asseco Resovią. Mecz zakończył się zwycięstwem zawodników z Bełchatowa 3:1. MVP spotkania wybrany został Mariusz Wlazły, który zdobył 25 pkt dla swojego zespołu. W finale PGE Skra Bełchatów pokonała Jastrzębski Węgiel 3:0, zdobywając drugi raz z rzędu i szósty w historii Puchar Polski. Zapewniła sobie w ten sposób udział w Lidze Mistrzów 2012/2013. Zawodnicy Skry Bełchatów otrzymali 6 na 7 nagród indywidualnych. MVP turnieju i najlepszym rozgrywającym wybrany został Miguel Ángel Falasca, najlepszym zagrywającym – Mariusz Wlazły, najlepszym przyjmującym – Michał Winiarski, najlepszym broniącym – Paweł Zatorski, natomiast najlepszym blokującym – Marcin Możdżonek.

### Liga Mistrzów
PGE Skra Bełchatów uzyskała prawo gry w Lidze Mistrzów jako mistrz Polski i zdobywca Pucharu Polski w sezonie 2010/2011. Był to siódmy start drużyny w tym turnieju. Losowanie grup odbyło się 1 lipca 2011 roku w trakcie Gali Europejskiej Siatkówki w Wiedniu. Drużyna z Bełchatowa znalazła się w grupie F razem z klubami: Tours VB – wicemistrzem Francji i zdobywcą Pucharu Francji, ACH Volley Lublana – mistrzem Słowenii i zdobywcą Pucharu Słowenii oraz Budvanska Rivijera Budva – mistrzem Czarnogóry i zdobywcą Pucharu Czarnogóry, który otrzymał dziką kartę.
W meczu 1. kolejki rozegranym 20 października PGE Skra Bełchatów zmierzyła się na wyjeździe z klubem Budvanska Rivijera Budva, w którym w latach 2010-2011 grał Konstantin Čupković. Mecz zakończył się zwycięstwem gości 3:0. Najlepiej punktującym zawodnikiem był Mariusz Wlazły (16 pkt). W drugim spotkaniu w hali MOSiR w Łodzi PGE Skra Bełchatów pokonała francuski Tours VB, obejmując prowadzenie w grupie F. Najwięcej punktów w meczu zdobył Bartosz Kurek (20 pkt), natomiast z największą skutecznością atakował Daniel Pliński (skończył 12 na 13 ataków). Kolejne spotkanie PGE Skra Bełchatów rozegrała 14 grudnia w Łodzi. Pokonując słoweński klub ACH Volley Lublana 3:2, straciła pierwszy punkt, jednak nadal pozostawała na 1. miejscu w grupie.
Serię meczów rewanżowych PGE Skra Bełchatów rozpoczęła 20 grudnia od meczu na wyjeździe z ACH Volley Lublana. Ponownie zwycięstwo odniósł polski klub, tym razem wygrywając bez straty seta. Zapewnił sobie w ten sposób awans do kolejnej rundy. Najwięcej punktów w meczu zdobył Mariusz Wlazły (22 pkt). W przedostatnim spotkaniu rozegranym 12 stycznia w Salle Robert Grenon PGE Skra Bełchatów uległa Tours VB 0:3 i straciła pozycję lidera w grupie F na rzecz francuskiego klubu. O tym, który zespół wygra grupę F, decydowały mecze 6. kolejki rozegrane 18 stycznia. PGE Skra Bełchatów pokonała, występując w rezerwowym składzie, czarnogórski klub Budvanska Rivijera Budva 3:0, jednak swój mecz wygrał także Tours VB. Tym samym PGE Skra Bełchatów zakończyła fazę grupową na 2. miejscu.
19 stycznia przed losowaniem par fazy play-off Ligi Mistrzów w Luksemburgu Europejska Konfederacja Piłki Siatkowej (CEV) przyznała po raz trzeci organizację turnieju finałowego (Final Four) PGE Skrze Bełchatów. Zgodnie z regulaminem rozgrywek klub z Bełchatowa nie musiał rozgrywać meczów fazy play-off i miał zapewniony udział w Final Four.
PGE Skra Bełchatów w ramach przygotowań do turnieju finałowego rozegrała dwa wyjazdowe sparingi z włoskimi drużynami. 28 lutego w Spes Arena w Belluno zawodnicy z Bełchatowa przegrali z klubem Sisley Belluno 2:3, natomiast dzień później w Pala Panini w Modenie pokonali Casa Modena 3:2.

## Klub

### Władze klubu
| Zarząd KPS                     | Zarząd KPS          |
| ------------------------------ | ------------------- |
| Prezes Zarządu                 | Konrad Piechocki    |
| Wiceprezes Zarządu             | Grzegorz Stawinoga  |
| Rada Nadzorcza KPS             |                     |
| Przewodniczący Rady Nadzorczej | Edward Maruszak     |
| Sekretarz Rady Nadzorczej      | Andrzej Lewandowski |
| Członkowie Rady Nadzorczej     | Wiesław Deryło      |
| Członkowie Rady Nadzorczej     | Waldemar Szulc      |
| Członkowie Rady Nadzorczej     | Henryk Koprek       |

Źródło: skra.pl

### Sztab szkoleniowy
| Trener                          | Jacek Nawrocki       |
| II trener                       | Maciej Bartodziejski |
| Lekarz                          | Wojciech Łucarz      |
| Team Manager                    | Sebastian Gaszek     |
| Statystyk                       | Fabio Storti         |
| Trener odnowy biologicznej      | Tomasz Kuciapiński   |
| Trener przygotowania fizycznego | Daniel Lecouna       |

Źródło: skra.pl

### Hala sportowa
| Hala „Energia” im. Edwarda Najgebauera | Hala „Energia” im. Edwarda Najgebauera |
| -------------------------------------- | -------------------------------------- |
| Adres                                  | ul. Dąbrowskiego 11, 97-400 Bełchatów  |
| Powierzchnia użytkowa                  | 4610 m²                                |
| Kubatura                               | 48114 m³                               |
| Liczba miejsc siedzących               | 2700                                   |

Źródła: skra.pl, plusliga.pl

### Oficjalni sponsorzy
Oficjalny tytularny sponsor strategiczny:

Polska Grupa Energetyczna
Sponsorzy:
Bełchatów • EIB SA • Centrum Elektryczne „Ania” • Knauf • BinŻ SA • Röben • INKOM • Energomontaż-Północ Bełchatów • Knauf Bauprodukte • Emit SA • Zakład Usługowo-Produkcyjny Robót Budowlanych Karol Szklarek • Pawo • MegaMed • Renault ASOS Jarosław Sajewicz • ASPI • Oponex Bełchatów • Victory Sportswear • TSN Tosen • Majami
Źródło: skra.pl

## Zawodnicy

### Skład
| Nr | P   | N         | Imię i nazwisko          | Wiek | Wzrost (w cm) | Waga (w kg) | Zasięg (w cm) | W klubie od | Uwagi                           |
| -- | --- | --------- | ------------------------ | ---- | ------------- | ----------- | ------------- | ----------- | ------------------------------- |
| 1  | A   | Polska    | Damian Wdowiak           | 20   | 200           | 95          | 347/316       | 2010        | występował także w Młodej Lidze |
| 2  | A   | Polska    | Mariusz Wlazły (kapitan) | 28   | 194           | 80          | 360/329       | 2003        |                                 |
| 3  | Ś   | Polska    | Bartosz Cedzyński        | 21   | 211           | 90          | 355/327       | 2009        | występował także w Młodej Lidze |
| 4  | Ś   | Polska    | Daniel Pliński           | 33   | 204           | 100         | 345/325       | 2007        |                                 |
| 5  | Ś   | Holandia  | Wytze Kooistra           | 29   | 209           | 102         | 355/345       | 2011        |                                 |
| 6  | Ś   | Polska    | Karol Kłos               | 22   | 201           | 83          | 357/326       | 2010        |                                 |
| 7  | P   | Polska    | Bartosz Kurek            | 23   | 205           | 107         | 352/323       | 2008        |                                 |
| 8  | P/L | Polska    | Robert Milczarek         | 28   | 188           | 78          | 335/312       | 2011        |                                 |
| 9  | P   | Serbia    | Konstantin Čupković      | 25   | 203           | 89          | 360/325       | 2011        |                                 |
| 10 | R   | Hiszpania | Miguel Ángel Falasca     | 39   | 194           | 90          | 345/322       | 2008        |                                 |
| 11 | R   | Polska    | Marcin Janusz            | 17   | 196           | 85          | 330/306       | 2010        | występował także w Młodej Lidze |
| 12 | R   | Polska    | Paweł Woicki             | 28   | 183           | 76          | 315/305       | 2010        |                                 |
| 13 | P   | Polska    | Michał Winiarski         | 28   | 200           | 82          | 355/332       | 2009        |                                 |
| 14 | A   | Serbia    | Aleksandar Atanasijević  | 20   | 199           | 84          | 350/330       | 2011        |                                 |
| 16 | L   | Polska    | Paweł Zatorski           | 20   | 184           | 73          | 308/290       | 2010        |                                 |
| 17 | Ś   | Polska    | Marcin Możdżonek         | 27   | 212           | 104         | 358/338       | 2008        |                                 |
| 18 | P/L | Polska    | Michał Bąkiewicz         | 31   | 197           | 89          | 341/318       | 2007        |                                 |

Źródła: skra.pl, plusliga.pl

### Transfery
| Nr | P   | N        | Imię i nazwisko         | Kontrakt do | Poprzedni klub   | Źródło |
| -- | --- | -------- | ----------------------- | ----------- | ---------------- | ------ |
| 14 | A   | Serbia   | Aleksandar Atanasijević | 2013        | Partizan Belgrad |        |
| 9  | P   | Serbia   | Konstantin Čupković     | 2013        | M. Roma Volley   |        |
| 5  | Ś   | Holandia | Wytze Kooistra          | 2013        | Pallavolo Modena |        |
| 8  | P/L | Polska   | Robert Milczarek        | 2012        | Siatkarz Wieluń  |        |

| Nr | P | N       | Imię i nazwisko | Lata w klubie | Nowy klub           | Źródło |
| -- | - | ------- | --------------- | ------------- | ------------------- | ------ |
| 11 | P | Francja | Stéphane Antiga | 2007–2011     | Delecta Bydgoszcz   |        |
| 5  | A | Czechy  | Jakub Novotný   | 2009–2011     | VK České Budějovice |        |

## Mecze sparingowe
| 07.09.2011 | PGE Skra Bełchatów | 3:1 (20:25, 25:19, 30:28, 25:17) | Tytan AZS Częstochowa | Hala sportowa, Kluczbork |  |
|            | Mariusz Wlazły 21 pkt Daniel Pliński 13 pkt Michał Winiarski 13 pkt Jędrzej Maćkowiak 7 pkt Bartosz Cedzyński 4 pkt Konstantin Čupković 2 pkt Damian Wdowiak 2 pkt Paweł Woicki 1 pkt Miguel Ángel Falasca Robert Milczarek (L) | raport                           | Michał Kaczyński 12 pkt Krzysztof Gierczyński 11 pkt Bartosz Janeczek 11 pkt Wojciech Sobala 8 pkt Adrian Hunek 6 pkt Michał Kamiński 6 pkt Kamil Lewiński 1 pkt Jakub Oczko 1 pkt Miłosz Hebda Jakub Bik (L) Adrian Stańczak (L) |                          |  |

| 09.09.2011 | PGE Skra Bełchatów | 3:1 (23:25, 28:26, 25:15, 28:26) | Asseco Resovia Rzeszów | Hala „Energia”, Bełchatów |  |
|            |                    | raport                           |                        |                           |  |

| 10.09.2011 | PGE Skra Bełchatów | 0:3 (25:27, 21:25, 23:25) | Asseco Resovia Rzeszów | Hala „Energia”, Bełchatów |  |
|            |                    | raport                    |                        |                           |  |

| 13.09.2011 | PGE Skra Bełchatów | 3:2 (25:16, 20:25, 22:25, 26:24, 15:12) | Algieria | Hala „Energia”, Bełchatów |  |
|            |                    | raport                                  |          |                           |  |

| 14.09.2011 | PGE Skra Bełchatów | 2:3 (25:23, 26:24, 23:25, 22:25, 13:15) | Jastrzębski Węgiel | Hala sportowa, Pionki |  |
|            |                    | raport                                  |                    |                       |  |

| 16.09.2011 | PGE Skra Bełchatów | 3:2 (17:25, 25:20, 23:25, 25:19, 15:12) | Knack Roeselare | Hala sportowa, Milicz |  |
| 19:00      |                    | raport                                  |                 |                       |  |

| 17.09.2011 | PGE Skra Bełchatów | 1:3 (22:25, 25:20, 20:25, 19:25) | ZAKSA Kędzierzyn-Koźle | Hala sportowa, Milicz |  |
| 17:00      |                    | raport                           |                        |                       |  |

| 18.09.2011 | PGE Skra Bełchatów | 3:2 (25:18, 23:25, 25:27, 25:22, 15:12) | Asseco Resovia Rzeszów | Hala sportowa, Milicz |  |
| 12:00      |                    | raport                                  |                        |                       |  |

| 24.09.2011 | PGE Skra Bełchatów | 3:0 (25:23, 25:15, 25:20) | Berlin Recycling Volleys | Hala sportowa, Oleśnica |  |
| 19:00      |                    | raport                    |                          |                         |  |

| 25.09.2011 | PGE Skra Bełchatów | 3:0 (25:19, 27:25, 25:19) | evivo Düren | Hala sportowa, Oleśnica |  |
| 13:00      |                    | raport                    |             |                         |  |

| 27.09.2011 | PGE Skra Bełchatów | 4:0 (25:20, 25:19, 25:22, 25:19) | Indykpol AZS Olsztyn | Hala „Energia”, Bełchatów |  |
| 17:00      |                    | raport                           |                      |                           |  |

| 19.11.2011 | PGE Skra Bełchatów | 2:3 (25:23, 25:20, 13:25, 16:25, 12:15) | Tytan AZS Częstochowa | Hala sportowa, Olsztyn |  |
| 18.30      | Mariusz Wlazły 21 pkt Konstantin Čupković 13 pkt Daniel Pliński 12 pkt Robert Milczarek 11 pkt Karol Kłos 8 pkt Bartosz Cedzyński 2 pkt Grzegorz Bociek 1 pkt Miguel Ángel Falasca 1 pkt Paweł Woicki Michał Bąkiewicz (L) | raport                                  | Michał Kamiński 19 pkt Krzysztof Gierczyński 13 pkt Adrian Hunek 12 pkt Bartosz Janeczek 8 pkt Dawid Murek 8 pkt Wojciech Sobala 6 pkt Jakub Oczko 4 pkt Fabian Drzyzga 2 pkt Adrian Stańczak (L) |                        |  |

| 28.02.2012 | Sisley Belluno | 3:2 (25:23, 19:25, 26:28, 25:19, 15:7) | PGE Skra Bełchatów | Spes Arena, Belluno |  |
|            | Alessandro Fei 22 pkt František Ogurčák 13 pkt Emanuel Kohút 12 pkt Robert Horstink 9 pkt Giorgio De Togni 8 pkt Oleg Antonow 2 pkt Donald Suxho 2 pkt Nimir Abdel-Aziz Valerio Curti Alessandro Farina (L) Luca Sorato (L) | raport                                 | Bartosz Kurek 22 pkt Mariusz Wlazły 16 pkt Michał Winiarski 15 pkt Marcin Możdżonek 6 pkt Daniel Pliński 4 pkt Miguel Ángel Falasca 3 pkt Aleksandar Atanasijević 2 pkt Wytze Kooistra 2 pkt Karol Kłos Paweł Woicki |                     |  |

| 29.02.2012 | Casa Modena | 2:3 (21:25, 17:25, 25:21, 25:18, 20:25) | PGE Skra Bełchatów | Pala Panini, Modena |  |
|            | Dick Kooy 18 pkt Andrea Sala 12 pkt Ángel Dennis 10 pkt Cristian Casoli 9 pkt Giacomo Bellei 7 pkt Marco Cosimo Piscopo 5 pkt Matthew Anderson 3 pkt Bertrand Carletti 2 pkt Mikko Esko 1 pkt Wiktor Josifow Loris Manià (L) | raport                                  | Mariusz Wlazły 14 pkt Bartosz Kurek 12 pkt Michał Winiarski 9 pkt Konstantin Čupković 7 pkt Marcin Możdżonek 7 pkt Daniel Pliński 6 pkt Aleksandar Atanasijević 5 pkt Wytze Kooistra 4 pkt Miguel Ángel Falasca 3 pkt Karol Kłos 3 pkt Michał Bąkiewicz 1 pkt Paweł Woicki Paweł Zatorski (L) Robert Milczarek (L) |                     |  |

| 28.03.2012 | PGE Skra Bełchatów | 3:2 (22:25, 28:26, 25:20, 20:25 15:17) | Jastrzębski Węgiel | Hala Globus, Lublin |  |
| 20:40      |                    | raport                                 |                    |                     |  |

| 30.03.2012 | PGE Skra Bełchatów | 4:0 (25:14, 25:22, 25:17, 25:19) | Fart Kielce | Hala „Energia”, Bełchatów |  |
|            |                    | raport                           |             |                           |  |

## PlusLiga

### Faza zasadnicza

#### Tabela
| Lp. | Drużyna                | Pkt | Mecze | Mecze | Mecze | Rodzaj wyniku | Rodzaj wyniku | Rodzaj wyniku | Rodzaj wyniku | Rodzaj wyniku | Rodzaj wyniku | Sety | Sety | Sety  | Małe punkty | Małe punkty | Małe punkty |
| Lp. | Drużyna                | Pkt | M     | W     | P     | 3:0           | 3:1           | 3:2           | 2:3           | 1:3           | 0:3           | wyg. | prz. | stos. | zdob.       | str.        | stos.       |
| --- | ---------------------- | --- | ----- | ----- | ----- | ------------- | ------------- | ------------- | ------------- | ------------- | ------------- | ---- | ---- | ----- | ----------- | ----------- | ----------- |
| 1   | PGE Skra Bełchatów     | 46  | 18    | 16    | 2     | 7             | 6             | 3             | 1             | 0             | 1             | 50   | 18   | 2.78  | 1642        | 1431        | 1.15        |
| 2   | ZAKSA Kędzierzyn-Koźle | 39  | 18    | 13    | 5     | 8             | 4             | 1             | 1             | 4             | 0             | 45   | 21   | 2.14  | 1587        | 1492        | 1.06        |
| 3   | Asseco Resovia Rzeszów | 38  | 18    | 13    | 5     | 8             | 3             | 2             | 1             | 2             | 2             | 43   | 22   | 1.95  | 1530        | 1389        | 1.1         |

Źródło: plusliga.pl
Punktacja: 3:0 i 3:1 – 3 pkt; 3:2 – 2 pkt; 2:3 – 1 pkt; 1:3 i 0:3 – 0 pkt
Zasady ustalania kolejności: 1. liczba punktów; 2. stosunek setów; 3. stosunek małych punktów; 4. bilans w bezpośrednich meczach

#### Wyniki spotkań
| 30.09.2011 | Lotos Trefl Gdańsk | 1:3 (18:25, 21:25, 25:23, 20:25) | PGE Skra Bełchatów | Ergo Arena, Gdańsk/Sopot                                                                                    |  |
| 20:00      | Mikko Oivanen 21 pkt Waldemar Świrydowicz 11 pkt Matti Hietanen 10 pkt Dmytro Wdowin 8 pkt Michał Kaczmarek 2 pkt Patryk Szczurek 2 pkt Artur Augustyn 1 pkt Grzegorz Łomacz Daniel Wilk Maciej Wołosz Bartosz Kaczmarek (L) Wojciech Serafin (L) | raport                           | Mariusz Wlazły 21 pkt Bartosz Kurek 16 pkt Michał Winiarski 12 pkt Daniel Pliński 10 pkt Wytze Kooistra 6 pkt Miguel Ángel Falasca 3 pkt Aleksandar Atanasijević 2 pkt Karol Kłos 2 pkt Paweł Woicki 2 pkt Marcin Możdżonek Paweł Zatorski (L) | Sędziowie: Sylwester Strzylak i Maciej Twardowski Widzów: 7313 MVP: Mariusz Wlazły Transmisja: Polsat Sport |  |

| 08.10.2011 | PGE Skra Bełchatów | 0:3 (23:25, 21:25, 19:25) | ZAKSA Kędzierzyn-Koźle | Hala „Energia”, Bełchatów                                                                                    |  |
| 14:30      | Mariusz Wlazły 10 pkt Bartosz Kurek 9 pkt Konstantin Čupković 8 pkt Marcin Możdżonek 8 pkt Daniel Pliński 7 pkt Miguel Ángel Falasca 4 pkt Aleksandar Atanasijević 1 pkt Paweł Woicki Robert Milczarek (L) Paweł Zatorski (L) | raport                    | Antonin Rouzier 24 pkt Guillaume Samica 8 pkt Wojciech Kaźmierczak 6 pkt Michał Ruciak 5 pkt Patryk Czarnowski 4 pkt Paweł Zagumny 2 pkt Grzegorz Pilarz Piotr Gacek (L) | Sędziowie: Wojciech Maroszek i Piotr Król Widzów: 3500 MVP: Paweł Zagumny Transmisja: Polsat Sport i Czwórka |  |

| 12.10.2011 | Asseco Resovia Rzeszów | 3:2 (25:22, 19:25, 25:22, 24:26, 20:18) | PGE Skra Bełchatów | Hala Podpromie, Rzeszów                                                                             |  |
| 20:00      | Georg Grozer 32 pkt Piotr Nowakowski 17 pkt Mateusz Mika 12 pkt Paul Lotman 9 pkt Lukáš Ticháček 5 pkt Łukasz Perłowski 4 pkt Marko Bojić 2 pkt Maciej Dobrowolski Wojciech Grzyb Krzysztof Ignaczak (L) | raport                                  | Mariusz Wlazły 24 pkt Bartosz Kurek 23 pkt Daniel Pliński 10 pkt Marcin Możdżonek 9 pkt Michał Winiarski 9 pkt Miguel Ángel Falasca 4 pkt Konstantin Čupković 3 pkt Aleksandar Atanasijević 1 pkt Karol Kłos Robert Milczarek Paweł Woicki Paweł Zatorski (L) | Sędziowie: Marcin Herbik i Tomasz Janik Widzów: 5000 MVP: Piotr Nowakowski Transmisja: Polsat Sport |  |

| 15.10.2011 | PGE Skra Bełchatów | 3:1 (29:31, 25:21, 25:20, 25:22) | Tytan AZS Częstochowa | Hala „Energia”, Bełchatów                                                                                              |  |
| 17:00      | Bartosz Kurek 22 pkt Aleksandar Atanasijević 18 pkt Marcin Możdżonek 10 pkt Daniel Pliński 10 pkt Michał Winiarski 10 pkt Miguel Ángel Falasca 4 pkt Mariusz Wlazły 1 pkt Konstantin Čupković Paweł Woicki Paweł Zatorski (L) | raport                           | Bartosz Janeczek 22 pkt Krzysztof Gierczyński 14 pkt Adrian Hunek 9 pkt Dawid Murek 7 pkt Łukasz Wiśniewski 6 pkt Michał Kamiński 2 pkt Fabian Drzyzga Miłosz Hebda Michał Kaczyński Wojciech Sobala Adrian Stańczak (L) | Sędziowie: Piotr Dudek i Paweł Burkiewicz Widzów: 2250 MVP: Aleksandar Atanasijević Transmisja: Radio Polska Siatkówka |  |

| 23.10.2011 | AZS Politechnika Warszawska | 2:3 (25:23, 17:25, 20:25, 25:22, 6:15) | PGE Skra Bełchatów | Hala Torwar, Warszawa                                                                      |  |
| 15:50      | Ardo Kreek 14 pkt Wojciech Żaliński 14 pkt Krzysztof Wierzbowski 13 pkt Grzegorz Szymański 11 pkt Marcin Nowak 8 pkt Paweł Mikołajczak 7 pkt Maciej Krzywiecki 1 pkt Patrick Steuerwald 1 pkt Janusz Gałązka Maciej Gorzkiewicz Damian Wojtaszek (L) | raport                                 | Bartosz Kurek 21 pkt Mariusz Wlazły 21 pkt Michał Winiarski 14 pkt Daniel Pliński 9 pkt Marcin Możdżonek 6 pkt Miguel Ángel Falasca 4 pkt Paweł Woicki 2 pkt Aleksandar Atanasijević Karol Kłos Michał Bąkiewicz (L) | Sędziowie: Jacek Sęk i Maciej Maciejewski Widzów: 4000 MVP: Bartosz Kurek Transmisja: ipla |  |

| 29.10.2011 | PGE Skra Bełchatów | 3:0 (25:19, 25:22, 25:20) | Delecta Bydgoszcz | Hala „Energia”, Bełchatów                                                                    |  |
| 16:00      | Mariusz Wlazły 15 pkt Bartosz Kurek 13 pkt Daniel Pliński 10 pkt Michał Winiarski 10 pkt Karol Kłos 7 pkt Robert Milczarek 1 pkt Marcin Możdżonek 1 pkt Paweł Woicki 1 pkt Miguel Ángel Falasca Paweł Zatorski (L) | raport                    | Stéphane Antiga 7 pkt Wojciech Jurkiewicz 6 pkt Dawid Konarski 6 pkt Antti Siltala 6 pkt Andrzej Wrona 6 pkt Marcin Wika 2 pkt Michal Masný 1 pkt Michal Červeň Piotr Lipiński Michał Dębiec (L) | Sędziowie: Wojciech Kasprzyk i Jacek Hojka Widzów: 2500 MVP: Daniel Pliński Transmisja: ipla |  |

| 05.11.2011 | Jastrzębski Węgiel | 1:3 (19:25, 18:25, 25:22, 22:25) | PGE Skra Bełchatów | Hala Widowiskowo-Sportowa, Jastrzębie-Zdrój                                                                |  |
| 14:30      | Michał Łasko 20 pkt Zbigniew Bartman 16 pkt Michał Kubiak 9 pkt Rob Bontje 7 pkt Russell Holmes 2 pkt Raphael Margarido 2 pkt Luciano Paczko Bozko 1 pkt Bartosz Gawryszewski 1 pkt Ashlei Nemer Brian Thornton Paweł Rusek (L) | raport                           | Mariusz Wlazły 22 pkt Konstantin Čupković 13 pkt Michał Winiarski 11 pkt Daniel Pliński 10 pkt Marcin Możdżonek 8 pkt Miguel Ángel Falasca 4 pkt Karol Kłos Bartosz Kurek Wytze Kooistra Robert Milczarek Paweł Woicki Paweł Zatorski (L) | Sędziowie: Tomasz Janik i Janusz Soból Widzów: 3000 MVP: Mariusz Wlazły Transmisja: Polsat Sport i Czwórka |  |

| 10.12.2011 | PGE Skra Bełchatów | 3:0 (25:20, 25:15, 26:24) | Indykpol AZS Olsztyn | Hala „Energia”, Bełchatów                                                                                           |  |
| 17:00      | Mariusz Wlazły 13 pkt Konstantin Čupković 11 pkt Karol Kłos 9 pkt Miguel Ángel Falasca 6 pkt Michał Bąkiewicz 5 pkt Daniel Pliński 5 pkt Aleksandar Atanasijević Wytze Kooistra Michał Winiarski Paweł Woicki Paweł Zatorski (L) | raport                    | Igor Yudin 12 pkt Bartosz Krzysiek 10 pkt Wojciech Ferens 8 pkt Dawid Gunia 5 pkt Mariusz Gaca Guillermo Hernán Piotr Łukasik Paweł Siezieniewski Wojciech Winnik Marcin Mierzejewski (L) | Sędziowie: Wojciech Maroszek i Paweł Burkiewicz Widzów: 2200 MVP: Daniel Pliński Transmisja: Radio Polska Siatkówka |  |

| 17.12.2011 | Fart Kielce | 2:3 (25:23, 21:25, 25:19, 13:25, 11:15) | PGE Skra Bełchatów | Hala Legionów, Kielce                                                      |  |
| 14:30      | Marcus Nilsson 20 pkt Xavier Kapfer 13 pkt Grzegorz Kokociński 5 pkt Maciej Pawliński 5 pkt Rafał Buszek 4 pkt Adam Kamiński 4 pkt Pierre Pujol 3 pkt Miłosz Zniszczoł 3 pkt Jan Król 2 pkt Michał Kozłowski Adam Swaczyna Michał Żurek (L) | raport                                  | Mariusz Wlazły 17 pkt Bartosz Kurek 15 pkt Michał Winiarski 15 pkt Daniel Pliński 10 pkt Wytze Kooistra 7 pkt Konstantin Čupković 3 pkt Karol Kłos 2 pkt Miguel Ángel Falasca Paweł Woicki Paweł Zatorski (L) | Sędziowie: Tomasz Janik i Marcin Herbik Widzów: 4000 MVP: Michał Winiarski |  |

| 29.12.2011 | PGE Skra Bełchatów | 3:0 (25:20, 25:23, 25:10) | Lotos Trefl Gdańsk | Hala „Energia”, Bełchatów                                                                                   |  |
| 17:00      | Bartosz Kurek 14 pkt Michał Winiarski 10 pkt Wytze Kooistra 8 pkt Aleksandar Atanasijević 7 pkt Karol Kłos 5 pkt Marcin Możdżonek 1 pkt Mariusz Wlazły 1 pkt Konstantin Čupković Miguel Ángel Falasca Paweł Woicki Paweł Zatorski (L) | raport                    | Mikko Oivanen 14 pkt Matti Hietanen 9 pkt Dmytro Wdowin 4 pkt Michał Kaczmarek 2 pkt Artur Augustyn 1 pkt Waldemar Świrydowicz 1 pkt Maciej Wołosz 1 pkt Grzegorz Łomacz Patryk Szczurek Bartosz Kaczmarek (L) 1 pkt Wojciech Serafin (L) | Sędziowie: Piotr Dudek i Mariusz Gadzina Widzów: 2000 MVP: Bartosz Kurek Transmisja: Radio Polska Siatkówka |  |

| 15.01.2012 | ZAKSA Kędzierzyn-Koźle | 1:3 (25:23, 22:25, 25:27, 27:29) | PGE Skra Bełchatów | Hala „Azoty”, Kędzierzyn-Koźle                                                                             |  |
| 18:00      | Antonin Rouzier 23 pkt Guillaume Samica 12 pkt Jurij Hładyr 11 pkt Michał Ruciak 8 pkt Wojciech Kaźmierczak 7 pkt Dominik Witczak 1 pkt Paweł Zagumny 1 pkt Grzegorz Pilarz Sebastian Warda Piotr Gacek (L) | raport                           | Mariusz Wlazły 21 pkt Bartosz Kurek 19 pkt Marcin Możdżonek 12 pkt Daniel Pliński 12 pkt Michał Winiarski 10 pkt Miguel Ángel Falasca 3 pkt Michał Bąkiewicz Karol Kłos Paweł Woicki Paweł Zatorski (L) | Sędziowie: Wojciech Maroszek i Maciej Twardowski Widzów: 3000 MVP: Daniel Pliński Transmisja: Polsat Sport |  |

| 28.01.2012 | PGE Skra Bełchatów | 3:0 (25:16, 29:27, 25:16) | Asseco Resovia Rzeszów | Hala „Energia”, Bełchatów                                                                               |  |
| 20:00      | Bartosz Kurek 17 pkt Mariusz Wlazły 8 pkt Wytze Kooistra 7 pkt Karol Kłos 6 pkt Michał Winiarski 5 pkt Aleksandar Atanasijević 4 pkt Miguel Ángel Falasca 4 pkt Daniel Pliński 3 pkt Marcin Możdżonek 1 pkt Paweł Woicki Paweł Zatorski (L) | raport                    | Paul Lotman 9 pkt Georg Grozer 8 pkt Olieg Achrem 7 pkt Wojciech Grzyb 6 pkt Piotr Nowakowski 6 pkt Marko Bojić 1 pkt Mateusz Mika 1 pkt Maciej Dobrowolski Grzegorz Kosok Lukáš Ticháček Krzysztof Ignaczak (L) | Sędziowie: Krzysztof Szmydyński i Maciej Hojka Widzów: 2700 MVP: Bartosz Kurek Transmisja: Polsat Sport |  |

| 04.02.2012 | Tytan AZS Częstochowa | 0:3 (16:25, 24:26, 24:26) | PGE Skra Bełchatów | Hala Polonia, Częstochowa                                                                |  |
| 18:00      | Michał Kamiński 8 pkt Dawid Murek 7 pkt Wojciech Sobala 7 pkt Krzysztof Gierczyński 6 pkt Łukasz Wiśniewski 5 pkt Miłosz Hebda 4 pkt Adrian Hunek 4 pkt Bartosz Janeczek 3 pkt Jakub Oczko 1 pkt Fabian Drzyzga Adrian Stańczak (L) | raport                    | Aleksandar Atanasijević 17 pkt Michał Winiarski 13 pkt Daniel Pliński 11 pkt Konstantin Čupković 10 pkt Karol Kłos 5 pkt Michał Bąkiewicz 2 pkt Miguel Ángel Falasca 2 pkt Marcin Możdżonek 1 pkt Wytze Kooistra Paweł Woicki Paweł Zatorski (L) | Sędziowie: Maciej Twardowski i Sylwester Strzylak Widzów: 2500 MVP: Miguel Ángel Falasca |  |

| 11.02.2012 | PGE Skra Bełchatów | 3:2 (21:25, 25:17, 26:24, 23:25, 15:13) | AZS Politechnika Warszawska | Hala „Energia”, Bełchatów                                                               |  |
| 16:00      | Mariusz Wlazły 22 pkt Bartosz Kurek 17 pkt Michał Winiarski 16 pkt Marcin Możdżonek 11 pkt Karol Kłos 10 pkt Konstantin Čupković 3 pkt Michał Bąkiewicz 2 pkt Miguel Ángel Falasca 2 pkt Wytze Kooistra 2 pkt Paweł Woicki 1 pkt Paweł Zatorski (L) | raport                                  | Wojciech Żaliński 17 pkt Paweł Mikołajczak 12 pkt Marcin Nowak 11 pkt Krzysztof Wierzbowski 11 pkt Ardo Kreek 7 pkt Grzegorz Szymański 6 pkt Maciej Gorzkiewicz 2 pkt Janusz Gałązka Maciej Zajder | Sędziowie: Piotr Król i Robert Dworak Widzów: 2000 MVP: Mariusz Wlazły Transmisja: ipla |  |

| 15.02.2012 | Delecta Bydgoszcz | 0:3 (31:33, 16:25, 17:25) | PGE Skra Bełchatów | Hala Łuczniczka, Bydgoszcz                                                                                    |  |
| 18:00      | Dawid Konarski 17 pkt Antti Siltala 9 pkt Stéphane Antiga 5 pkt Michal Červeň 3 pkt Andrzej Wrona 3 pkt Piotr Lipiński 1 pkt Wojciech Gradowski Wojciech Jurkiewicz Michal Masný Marcin Wika Michał Dębiec (L) | raport                    | Mariusz Wlazły 20 pkt Bartosz Kurek 15 pkt Karol Kłos 13 pkt Michał Winiarski 11 pkt Miguel Ángel Falasca 6 pkt Daniel Pliński 6 pkt Aleksandar Atanasijević 1 pkt Michał Bąkiewicz Marcin Możdżonek Paweł Woicki Paweł Zatorski (L) | Sędziowie: Maciej Maciejewski i Krzysztof Szmydyński Widzów: 5127 MVP: Bartosz Kurek Transmisja: Polsat Sport |  |

| 18.02.2012 | PGE Skra Bełchatów | 3:0 (25:18, 25:23, 25:21) | Jastrzębski Węgiel | Hala „Energia”, Bełchatów                                                                                       |  |
| 14:30      | Michał Winiarski 16 pkt Mariusz Wlazły 16 pkt Wytze Kooistra 8 pkt Marcin Możdżonek 6 pkt Michał Bąkiewicz 4 pkt Konstantin Čupković 2 pkt Miguel Ángel Falasca 2 pkt Paweł Woicki 1 pkt Karol Kłos Paweł Zatorski (L) | raport                    | Michał Kubiak 15 pkt Mateusz Malinowski 8 pkt Ashlei Nemer 4 pkt Luciano Paczko Bozko 3 pkt Bartosz Gawryszewski 2 pkt Russell Holmes 2 pkt Raphael Margarido 1 pkt Rob Bontje Łukasz Polański Paweł Rusek (L) | Sędziowie: Paweł Burkiewicz i Piotr Dudek Widzów: 2700 MVP: Michał Winiarski Transmisja: Polsat Sport i Czwórka |  |

| 25.02.2012 | Indykpol AZS Olsztyn | 1:3 (17:25, 25:20, 20:25, 17:25) | PGE Skra Bełchatów | Hala Urania, Olsztyn                                                       |  |
| 17:00      | Bartosz Krzysiek 14 pkt Dawid Gunia 13 pkt Wojciech Ferens 12 pkt Paweł Siezieniewski 8 pkt Mariusz Gaca 4 pkt Guillermo Hernán 1 pkt Bartosz Mariański Andrzej Stelmach Marcin Mierzejewski (L) | raport                           | Bartosz Kurek 22 pkt Aleksandar Atanasijević 16 pkt Daniel Pliński 12 pkt Michał Winiarski 10 pkt Marcin Możdżonek 9 pkt Miguel Ángel Falasca 3 pkt Michał Bąkiewicz 1 pkt Wytze Kooistra 1 pkt Paweł Woicki Robert Milczarek (L) Paweł Zatorski (L) | Sędziowie: Tomasz Janik i Marcin Herbik Widzów: 1700 MVP: Michał Winiarski |  |

| 02.03.2012 | PGE Skra Bełchatów | 3:1 (29:27, 25:15, 22:25, 25:22) | Fart Kielce | Hala „Energia”, Bełchatów                                                        |  |
| 16:00      | Mariusz Wlazły 24 pkt Michał Winiarski 19 pkt Konstantin Čupković 7 pkt Daniel Pliński 7 pkt Bartosz Kurek 6 pkt Marcin Możdżonek 6 pkt Aleksandar Atanasijević 2 pkt Michał Bąkiewicz 1 pkt Karol Kłos Wytze Kooistra Paweł Woicki Paweł Zatorski (L) | raport                           | Marcus Nilsson 17 pkt Rafał Buszek 16 pkt Maciej Pawliński 13 pkt Miłosz Zniszczoł 6 pkt Sławomir Jungiewicz 2 pkt Adam Kamiński 2 pkt Pierre Pujol 1 pkt Grzegorz Kokociński Michał Kozłowski Michał Żurek (L) | Sędziowie: Marcin Herbik i Sylwester Strzylak Widzów: 2500 MVP: Michał Winiarski |  |

#### Zmiany w tabeli fazy zasadniczej
| Kolejka | 1 | 2 | 3 | 4 | 5 | 6 | 7 | 8 | 9 | 10 | 11 | 12 | 13 | 14 | 15 | 16 | 17 | 18 |
| ------- | - | - | - | - | - | - | - | - | - | -- | -- | -- | -- | -- | -- | -- | -- | -- |
| Miejsce | W | D | W | D | W | D | W | D | W | D  | W  | D  | W  | D  | W  | D  | W  | D  |
| Wynik   | Z | P | P | Z | Z | Z | Z | Z | Z | Z  | Z  | Z  | Z  | Z  | Z  | Z  | Z  | Z  |
| Pozycja | 3 | 6 | 6 | 6 | 5 | 2 | 2 | 2 | 2 | 2  | 1  | 1  | 1  | 1  | 1  | 1  | 1  | 1  |

Źródło: siatka.org

### Faza play-off

#### Ćwierćfinały
(do trzech zwycięstw)
| 10.03.2012 | PGE Skra Bełchatów | 3:0 (25:23, 25:21, 25:21) | AZS Politechnika Warszawska | Hala „Energia”, Bełchatów                                                     |  |
| 14:30      | Bartosz Kurek 16 pkt Michał Winiarski 13 pkt Mariusz Wlazły 12 pkt Daniel Pliński 7 pkt Marcin Możdżonek 3 pkt Aleksandar Atanasijević 2 pkt Miguel Ángel Falasca 2 pkt Konstantin Čupković 1 pkt Michał Bąkiewicz Karol Kłos Paweł Woicki Paweł Zatorski (L) | raport                    | Krzysztof Wierzbowski 11 pkt Maciej Zajder 8 pkt Ardo Kreek 7 pkt Wojciech Żaliński 7 pkt Paweł Mikołajczak 6 pkt Grzegorz Szymański 3 pkt Maciej Krzywiecki 1 pkt Janusz Gałązka Maciej Gorzkiewicz Patrick Steuerwald Damian Wojtaszek (L) | Sędziowie: Robert Dworak i Waldemar Niemczura Widzów: 2000 MVP: Bartosz Kurek |  |

| 11.03.2012 | PGE Skra Bełchatów | 3:0 (25:21, 25:21, 25:17) | AZS Politechnika Warszawska | Hala „Energia”, Bełchatów                                           |  |
| 14:30      | Aleksandar Atanasijević 10 pkt Michał Winiarski 10 pkt Bartosz Kurek 9 pkt Karol Kłos 8 pkt Daniel Pliński 6 pkt Konstantin Čupković 4 pkt Miguel Ángel Falasca 1 pkt Marcin Możdżonek 1 pkt Mariusz Wlazły 1 pkt Michał Bąkiewicz Paweł Woicki Paweł Zatorski (L) | raport                    | Paweł Mikołajczak 9 pkt Krzysztof Wierzbowski 8 pkt Wojciech Żaliński 7 pkt Maciej Zajder 5 pkt Ardo Kreek 4 pkt Grzegorz Szymański 2 pkt Janusz Gałązka Maciej Gorzkiewicz Patrick Steuerwald Damian Wojtaszek (L) | Sędziowie: Mariusz Gadzina i Jacek Sęk Widzów: 1500 MVP: Karol Kłos |  |

| 21.03.2012 | AZS Politechnika Warszawska | 0:3 (14:25, 16:25, 23:25) | PGE Skra Bełchatów | Arena Ursynów, Warszawa                                                                                          |  |
| 18:00      | Wojciech Żaliński 9 pkt Krzysztof Wierzbowski 8 pkt Paweł Mikołajczak 8 pkt Grzegorz Szymański 7 pkt Ardo Kreek 3 pkt Marcin Nowak 3 pkt Patrick Steuerwald 1 pkt Maciej Gorzkiewicz Maciej Krzywiecki Maciej Zajder Damian Wojtaszek (L) | raport                    | Mariusz Wlazły 13 pkt Bartosz Kurek 9 pkt Michał Winiarski 8 pkt Daniel Pliński 7 pkt Karol Kłos 6 pkt Miguel Ángel Falasca 5 pkt Aleksandar Atanasijević 2 pkt Michał Bąkiewicz 2 pkt Paweł Woicki Paweł Zatorski (L) | Sędziowie: Wojciech Kasprzyk i Wojciech Maroszek Widzów: 2500 MVP: Miguel Ángel Falasca Transmisja: Polsat Sport |  |

#### Półfinały
(do trzech zwycięstw)
| 04.04.2012 | PGE Skra Bełchatów | 3:2 (18:25, 25:22, 21:25, 25:22, 15:11) | Jastrzębski Węgiel | Hala „Energia”, Bełchatów                                                                               |  |
| 20:45      | Mariusz Wlazły 21 pkt Bartosz Kurek 13 pkt Daniel Pliński 12 pkt Michał Winiarski 9 pkt Karol Kłos 6 pkt Marcin Możdżonek 4 pkt Miguel Ángel Falasca 3 pkt Michał Bąkiewicz 1 pkt Paweł Woicki Paweł Zatorski (L) | raport                                  | Michał Łasko 28 pkt Bartosz Gawryszewski 13 pkt Zbigniew Bartman 11 pkt Russell Holmes 10 pkt Michał Kubiak 10 pkt Luciano Paczko Bozko 3 pkt Rob Bontje Raphael Margarido Ashlei Nemer Paweł Rusek (L) | Sędziowie: Tomasz Janik i Marcin Herbik Widzów: 2700 MVP: Mariusz Wlazły Transmisja: Polsat Sport Extra |  |

| 05.04.2012 | PGE Skra Bełchatów | 3:0 (25:19, 27:25, 25:20) | Jastrzębski Węgiel | Hala „Energia”, Bełchatów                                                                                |  |
| 20:45      | Bartosz Kurek 13 pkt Mariusz Wlazły 13 pkt Daniel Pliński 11 pkt Michał Winiarski 7 pkt Karol Kłos 6 pkt Miguel Ángel Falasca 3 pkt Michał Bąkiewicz Marcin Możdżonek Paweł Woicki Paweł Zatorski (L) | raport                    | Zbigniew Bartman 12 pkt Michał Łasko 9 pkt Bartosz Gawryszewski 8 pkt Michał Kubiak 7 pkt Raphael Margarido 4 pkt Russell Holmes 3 pkt Rob Bontje Luciano Paczko Bozko Ashlei Nemer Paweł Rusek (L) | Sędziowie: Jacek Sęk i Maciej Maciejewski Widzów: 2700 MVP: Bartosz Kurek Transmisja: Polsat Sport Extra |  |

| 10.04.2012 | Jastrzębski Węgiel | 2:3 (25:23, 19:25, 25:21, 26:28, 12:15) | PGE Skra Bełchatów | Hala Widowiskowo-Sportowa, Jastrzębie-Zdrój                                                        |  |
| 17:30      | Michał Łasko 29 pkt Michał Kubiak 20 pkt Zbigniew Bartman 11 pkt Rob Bontje 9 pkt Russell Holmes 8 pkt Bartosz Gawryszewski 2 pkt Raphael Margarido 1 pkt Luciano Paczko Bozko Bartosz Sufa Tiago Violas Paweł Rusek (L) | raport                                  | Mariusz Wlazły 25 pkt Bartosz Kurek 21 pkt Michał Winiarski 16 pkt Daniel Pliński 8 pkt Karol Kłos 6 pkt Marcin Możdżonek 5 pkt Miguel Ángel Falasca 3 pkt Aleksandar Atanasijević Michał Bąkiewicz Paweł Woicki Paweł Zatorski (L) | Sędziowie: Paweł Burkiewicz i Piotr Dudek Widzów: 3000 MVP: Bartosz Kurek Transmisja: Polsat Sport |  |

#### Finały
(do trzech zwycięstw)
| 17.04.2012 | PGE Skra Bełchatów | 1:3 (25:18, 24:26, 16:25, 18:25) | Asseco Resovia Rzeszów | Hala „Energia”, Bełchatów                                                                               |  |
| 18:00      | Daniel Pliński 12 pkt Bartosz Kurek 12 pkt Mariusz Wlazły 11 pkt Michał Winiarski 9 pkt Karol Kłos 4 pkt Marcin Możdżonek 3 pkt Aleksandar Atanasijević 2 pkt Michał Bąkiewicz 2 pkt Konstantin Čupković 2 pkt Miguel Ángel Falasca 1 pkt Paweł Woicki Paweł Zatorski (L) | raport                           | Georg Grozer 19 pkt Olieg Achrem 16 pkt Paul Lotman 15 pkt Piotr Nowakowski 7 pkt Grzegorz Kosok 7 pkt Lukáš Ticháček 4 pkt Maciej Dobrowolski Adrian Radu Gontariu Krzysztof Ignaczak (L) | Sędziowie: Maciej Maciejewski i Paweł Burkiewicz Widzów: 2700 MVP: Paul Lotman Transmisja: Polsat Sport |  |

| 18.04.2012 | PGE Skra Bełchatów | 1:3 (21:25, 19:25, 26:24, 15:25) | Asseco Resovia Rzeszów | Hala „Energia”, Bełchatów                                                                           |  |
| 18:00      | Mariusz Wlazły 22 pkt Bartosz Kurek 10 pkt Michał Winiarski 7 pkt Daniel Pliński 6 pkt Karol Kłos 5 pkt Miguel Ángel Falasca 3 pkt Michał Bąkiewicz 2 pkt Marcin Możdżonek 1 pkt Konstantin Čupković Paweł Woicki Paweł Zatorski (L) | raport                           | Georg Grozer 23 pkt Olieg Achrem 15 pkt Paul Lotman 14 pkt Piotr Nowakowski 8 pkt Grzegorz Kosok 5 pkt Lukáš Ticháček 4 pkt Adrian Radu Gontariu Krzysztof Ignaczak (L) | Sędziowie: Wojciech Maroszek i Piotr Król Widzów: 2700 MVP: Lukáš Ticháček Transmisja: Polsat Sport |  |

| 21.04.2012 | Asseco Resovia Rzeszów | 1:3 (19:25, 15:25, 25:16, 20:25) | PGE Skra Bełchatów | Hala Podpromie, Rzeszów                                                                                     |  |
| 18:00      | Georg Grozer 22 pkt Olieg Achrem 14 pkt Piotr Nowakowski 10 pkt Paul Lotman 4 pkt Marko Bojić 4 pkt Grzegorz Kosok 4 pkt Lukáš Ticháček 1 pkt Maciej Dobrowolski Adrian Radu Gontariu Mateusz Mika Krzysztof Ignaczak (L) | raport                           | Bartosz Kurek 18 pkt Mariusz Wlazły 14 pkt Daniel Pliński 9 pkt Michał Winiarski 9 pkt Karol Kłos 7 pkt Miguel Ángel Falasca 5 pkt Konstantin Čupković 1 pkt Paweł Woicki Aleksandar Atanasijević Michał Bąkiewicz Paweł Zatorski (L) | Sędziowie: Sylwester Strzylak i Maciej Twardowski Widzów: 4300 MVP: Daniel Pliński Transmisja: Polsat Sport |  |

| 22.04.2012 | Asseco Resovia Rzeszów | 3:0 (25:23, 25:21, 25:15) | PGE Skra Bełchatów | Hala Podpromie, Rzeszów                                                                         |  |
| 14:00      | Georg Grozer 31 pkt Piotr Nowakowski 7 pkt Olieg Achrem 6 pkt Paul Lotman 4 pkt Grzegorz Kosok 3 pkt Lukáš Ticháček 1 pkt Marko Bojić Adrian Radu Gontariu Krzysztof Ignaczak (L) | raport                    | Mariusz Wlazły 15 pkt Bartosz Kurek 9 pkt Michał Winiarski 6 pkt Karol Kłos 3 pkt Daniel Pliński 2 pkt Marcin Możdżonek 1 pkt Paweł Woicki Michał Bąkiewicz Paweł Zatorski (L) | Sędziowie: Tomasz Janik i Marcin Herbik Widzów: 4200 MVP: Georg Grozer Transmisja: Polsat Sport |  |

### Wyjściowe ustawienia i zmiany
| Nr | Imię i nazwisko         | 1    | 2    | 3    | 4    | 5    | 6    | 7    | 8    | 9    | 10   | 11   | 12   | 13   | 14   | 15   | 16   | 17   | 18   |
| -- | ----------------------- | ---- | ---- | ---- | ---- | ---- | ---- | ---- | ---- | ---- | ---- | ---- | ---- | ---- | ---- | ---- | ---- | ---- | ---- |
| 2  | Mariusz Wlazły          | 5 !  | 3 !  | 3 !  | Z !  | 3 !  | 3 !  | 3 !  | 3 !  | 3 !  | Z !  | 4 !  | Z !  | ZZ ! | Z !  | 5 !  | 4 !  | ZZ ! | 5 !  |
| 4  | Daniel Pliński          | 1 !  | 5 !  | 5 !  | 5 !  | 5 !  | 5 !  | 5 !  | 5 !  | 5 !  | ZZ ! | 6 !  | Z !  | 5 !  | ZZ ! | 1 !  | ZZ ! | 5 !  | 1 !  |
| 5  | Wytze Kooistra          | 4 !  | ZZ ! | ZZ ! | ZZ ! | ZZ ! | ZZ ! | Z !  | Z !  | Z !  | 1 !  | ZZ ! | 4 !  | Z !  | 5 !  | ZZ ! | 6 !  | Z !  | Z !  |
| 6  | Karol Kłos              | Z !  | ZZ ! | Z !  | ZZ ! | Z !  | 2 !  | Z !  | 2 !  | 2 !  | 4 !  | Z !  | 1 !  | 2 !  | 1 !  | 4 !  | Z !  | ZZ ! | Z !  |
| 7  | Bartosz Kurek           | 6 !  | 1 !  | 4 !  | 4 !  | 4 !  | 4 !  | 4 !  | ZZ ! | Z !  | 6 !  | 5 !  | 3 !  | ZZ ! | Z !  | 3 !  | ZZ ! | 4 !  | 6 !  |
| 8  | Robert Milczarek        | ZZ ! | L    | Z !  | ZZ ! | ZZ ! | L    | Z !  | ZZ ! | ZZ ! | ZZ ! | ZZ ! | ZZ ! | ZZ ! | ZZ ! | ZZ ! | ZZ ! | L    | ZZ ! |
| 9  | Konstantin Čupković     | ZZ ! | 4 !  | 1 !  | Z !  | ZZ ! | ZZ ! | Z !  | 1 !  | 4 !  | Z !  | ZZ ! | ZZ ! | 4 !  | 3 !  | ZZ ! | Z !  | ZZ ! | Z !  |
| 10 | Miguel Ángel Falasca    | 2 !  | 6 !  | 6 !  | 6 !  | 6 !  | Z !  | 6 !  | 6 !  | 6 !  | Z !  | 1 !  | 5 !  | 6 !  | Z !  | 2 !  | Z !  | 6 !  | ZZ ! |
| 12 | Paweł Woicki            | Z !  | Z !  | Z !  | Z !  | Z !  | 6 !  | Z !  | Z !  | Z !  | 2 !  | Z !  | Z !  | Z !  | 2 !  | Z !  | 1 !  | Z !  | 2 !  |
| 13 | Michał Winiarski        | 3 !  | ZZ ! | Z !  | 1 !  | 1 !  | 1 !  | 1 !  | Z !  | 1 !  | 3 !  | 2 !  | 6 !  | 1 !  | Z !  | 6 !  | 2 !  | 1 !  | 3 !  |
| 14 | Aleksandar Atanasijević | Z !  | Z !  | Z !  | 3 !  | Z !  | ZZ ! | ZZ ! | Z !  | ZZ ! | 5 !  | ZZ ! | 2 !  | 3 !  | ZZ ! | Z !  | ZZ ! | 3 !  | Z !  |
| 16 | Paweł Zatorski          | L    | L    | L    | L    | ZZ ! | L    | L    | L    | L    | L    | L    | L    | L    | L    | L    | L    | L    | L    |
| 17 | Marcin Możdżonek        | Z !  | 2 !  | 2 !  | 2 !  | 2 !  | Z !  | 2 !  | ZZ ! | ZZ ! | Z !  | 3 !  | Z !  | Z !  | 4 !  | Z !  | 3 !  | 2 !  | 4 !  |
| 18 | Michał Bąkiewicz        | ZZ ! | ZZ ! | ZZ ! | ZZ ! | L    | ZZ ! | ZZ ! | 4 !  | ZZ ! | ZZ ! | Z !  | ZZ ! | Z !  | 6 !  | Z !  | 5 !  | Z !  | Z !  |

| Nr | Imię i nazwisko         | QF1  | QF2  | QF3  | SF1  | SF2  | SF3  | F1   | F2   | F3   | F4   |
| -- | ----------------------- | ---- | ---- | ---- | ---- | ---- | ---- | ---- | ---- | ---- | ---- |
| 2  | Mariusz Wlazły          | 3 !  | Z !  | 5 !  | 2 !  | 4 !  | 5 !  | 4 !  | 4 !  | 4 !  | 4 !  |
| 4  | Daniel Pliński          | 5 !  | 2 !  | 1 !  | 4 !  | 6 !  | 1 !  | 6 !  | 6 !  | 6 !  | 6 !  |
| 5  | Wytze Kooistra          | ZZ ! | ZZ ! | ZZ ! | ZZ ! | ZZ ! | ZZ ! | ZZ ! | ZZ ! | ZZ ! | ZZ ! |
| 6  | Karol Kłos              | Z !  | 5 !  | 4 !  | 1 !  | 3 !  | Z !  | Z !  | Z !  | 3 !  | 3 !  |
| 7  | Bartosz Kurek           | 4 !  | 4 !  | 3 !  | 6 !  | 2 !  | 3 !  | 5 !  | 5 !  | 5 !  | 5 !  |
| 8  | Robert Milczarek        | ZZ ! | ZZ ! | ZZ ! | ZZ ! | ZZ ! | ZZ ! | ZZ ! | ZZ ! | ZZ ! | ZZ ! |
| 9  | Konstantin Čupković     | Z !  | Z !  | ZZ ! | ZZ ! | ZZ ! | ZZ ! | Z !  | Z !  | Z !  | ZZ ! |
| 10 | Miguel Ángel Falasca    | 6 !  | 3 !  | 2 !  | 5 !  | 1 !  | 2 !  | 1 !  | 1 !  | 1 !  | 1 !  |
| 12 | Paweł Woicki            | Z !  | Z !  | Z !  | Z !  | Z !  | Z !  | Z !  | Z !  | Z !  | Z !  |
| 13 | Michał Winiarski        | 1 !  | 1 !  | 6 !  | 3 !  | 5 !  | 6 !  | 2 !  | 2 !  | 2 !  | 2 !  |
| 14 | Aleksandar Atanasijević | Z !  | 6 !  | Z !  | ZZ ! | ZZ ! | Z !  | Z !  | ZZ ! | Z !  | ZZ ! |
| 16 | Paweł Zatorski          | L    | L    | L    | L    | L    | L    | L    | L    | L    | L    |
| 17 | Marcin Możdżonek        | 2 !  | Z !  | ZZ ! | Z !  | Z !  | 4 !  | 3 !  | 3 !  | ZZ ! | Z !  |
| 18 | Michał Bąkiewicz        | Z !  | Z !  | Z !  | Z !  | Z !  | Z !  | Z !  | Z !  | Z !  | Z !  |

- zawodnicy w wyjściowym ustawieniu (cyfra oznacza strefę, w której rozpoczynali mecz)

 zawodnicy wchodzący na zmianę

L – libero

L – libero wchodzący na zmianę

### Statystyki
| Nr   | Imię i nazwisko         | Mecze | Sety |      | Punkty | Punkty | Punkty |     | Zagrywka | Zagrywka   | Zagrywka | Zagrywka | Zagrywka |             | Blok | Blok | Blok |
| Nr   | Imię i nazwisko         | Mecze | Sety | Suma | ZP1    | ZPk    | Suma   | ZPz | SPz      | Asy na set | Efekt. z | SPb      | ZPb      | Blok na set |      |      |      |
| 2    | Mariusz Wlazły          | 12    | 43   | 174  | 118    | 56     | 159    | 21  | 45       | 0,5        | -15%     | 3        | 11       | 0,3         |      |      |      |
| 4    | Daniel Pliński          | 12    | 45   | 107  | 52     | 55     | 151    | 12  | 22       | 0,3        | -7%      | 0        | 37       | 0,8         |      |      |      |
| 5    | Wytze Kooistra          | 7     | 16   | 28   | 11     | 17     | 20     | 3   | 9        | 0,2        | -30%     | 0        | 8        | 0,5         |      |      |      |
| 6    | Karol Kłos              | 11    | 26   | 36   | 24     | 12     | 91     | 3   | 10       | 0,1        | -8%      | 4        | 6        | 0,2         |      |      |      |
| 7    | Bartosz Kurek           | 11    | 40   | 169  | 100    | 69     | 150    | 17  | 49       | 0,4        | -21%     | 1        | 17       | 0,4         |      |      |      |
| 8    | Robert Milczarek        | 4     | 7    | 1    | 0      | 1      | 0      | 0   | 0        | 0,0        | –        | 0        | 0        | 0,0         |      |      |      |
| 9    | Konstantin Čupković     | 8     | 20   | 48   | 35     | 13     | 53     | 4   | 17       | 0,2        | -25%     | 1        | 2        | 0,1         |      |      |      |
| 10   | Miguel Ángel Falasca    | 13    | 45   | 38   | 14     | 24     | 125    | 8   | 25       | 0,2        | -14%     | 1        | 17       | 0,4         |      |      |      |
| 12   | Paweł Woicki            | 13    | 33   | 5    | 0      | 5      | 63     | 3   | 3        | 0,1        | 0%       | 1        | 0        | 0,0         |      |      |      |
| 13   | Michał Winiarski        | 12    | 44   | 119  | 74     | 45     | 163    | 9   | 45       | 0,2        | -22%     | 3        | 14       | 0,3         |      |      |      |
| 14   | Aleksandar Atanasijević | 9     | 18   | 50   | 31     | 19     | 41     | 2   | 14       | 0,1        | -29%     | 0        | 6        | 0,3         |      |      |      |
| 16   | Paweł Zatorski          | 12    | 44   | 0    | 0      | 0      | 0      | 0   | 0        | 0,0        | –        | 0        | 0        | 0,0         |      |      |      |
| 17   | Marcin Możdżonek        | 11    | 38   | 57   | 36     | 21     | 132    | 1   | 6        | 0,0        | -4%      | 1        | 17       | 0,4         |      |      |      |
| 18   | Michał Bąkiewicz        | 4     | 10   | 7    | 5      | 2      | 18     | 1   | 4        | 0,1        | -0,17    | 0        | 0        | 0,0         |      |      |      |
| Suma | Suma                    | 139   | 429  | 839  | 500    | 339    | 1166   | 84  | 249      | –          | –        | 15       | 135      | 0,3         |      |      |      |
| %    | %                       | –     | –    | –    | –      | –      | –      | 7,2 | 21,36    | –          | –        | 2,66     | 23,98    | –           |      |      |      |

Źródło: plusliga.pl
Stan na 09.02.2012

## Puchar Polski

### Ćwierćfinał
| 04.01.2012 | MKS MOS Interpromex Będzin | 0:3 (18:25, 22:25, 23:25) | PGE Skra Bełchatów | Hala „Łagisza”, Będzin                                            |  |
| 18:00      | Mateusz Zarankiewicz 14 pkt Marcin Kantor 11 pkt Grzegorz Wójtowicz 10 pkt Bartosz Dzierżanowski 7 pkt Sławomir Szczygieł 3 pkt Adam Łapuszyński Damian Miller Dariusz Syguła Michał Potera (L) | raport                    | Bartosz Kurek 11 pkt Marcin Możdżonek 10 pkt Daniel Pliński 10 pkt Michał Winiarski 9 pkt Mariusz Wlazły 9 pkt Miguel Ángel Falasca 1 pkt Wytze Kooistra 1 pkt Michał Bąkiewicz Paweł Woicki Robert Milczarek (L) Paweł Zatorski (L) | Sędziowie: Jacek Sęk i Robert Dworak Widzów: 250 Transmisja: ipla |  |

| 06.01.2012 | PGE Skra Bełchatów | 3:0 (25:14, 25:17, 25:14) | MKS MOS Interpromex Będzin | Hala „Energia”, Bełchatów                |  |
| 18:00      | Aleksandar Atanasijević 17 pkt Konstantin Čupković 13 pkt Karol Kłos 12 pkt Wytze Kooistra 12 pkt Paweł Woicki 5 pkt Robert Milczarek 2 pkt Michał Bąkiewicz 1 pkt Marcin Możdżonek Paweł Zatorski (L) | raport                    | Adam Łapuszyński 6 pkt Damian Miller 6 pkt Mateusz Zarankiewicz 6 pkt Sławomir Szczygieł 5 pkt Bartosz Dzierżanowski 1 pkt Marcin Kantor 1 pkt Dariusz Syguła 1 pkt Grzegorz Wójtowicz 1 pkt Michał Potera (L) | Sędziowie: Katarzyna Sokół i Jacek Hojka |  |

### Półfinał
| 21.01.2012 | Asseco Resovia Rzeszów | 1:3 (25:21, 24:26, 23:25, 23:25) | PGE Skra Bełchatów | Hala Podpromie, Rzeszów                                                                                    |  |
| 18:00      | Georg Grozer 26 pkt Olieg Achrem 15 pkt Wojciech Grzyb 11 pkt Paul Lotman 7 pkt Piotr Nowakowski 6 pkt Lukáš Ticháček 2 pkt Marko Bojić Grzegorz Kosok Krzysztof Ignaczak (L) | raport                           | Mariusz Wlazły 25 pkt Bartosz Kurek 15 pkt Marcin Możdżonek 5 pkt Michał Winiarski 5 pkt Miguel Ángel Falasca 4 pkt Daniel Pliński 3 pkt Karol Kłos Paweł Woicki Paweł Zatorski (L) | Sędziowie: Wojciech Kasprzyk i Wojciech Maroszek Widzów: 5000 MVP: Mariusz Wlazły Transmisja: Polsat Sport |  |

### Finał
| 22.01.2012 | Jastrzębski Węgiel | 0:3 (16:25, 20:25, 19:25) | PGE Skra Bełchatów | Hala Podpromie, Rzeszów                                                            |  |
| 14:30      | Michał Łasko 12 pkt Russell Holmes 9 pkt Luciano Paczko Bozko 4 pkt Michał Kubiak 3 pkt Łukasz Polański 3 pkt Rob Bontje 2 pkt Raphael Margarido 1 pkt Ashlei Nemer 1 pkt Brian Thornton 1 pkt Zbigniew Bartman Bartosz Gawryszewski Paweł Rusek (L) | raport                    | Mariusz Wlazły 12 pkt Bartosz Kurek 11 pkt Marcin Możdżonek 9 pkt Michał Winiarski 7 pkt Daniel Pliński 6 pkt Miguel Ángel Falasca 5 pkt Karol Kłos Paweł Woicki Paweł Zatorski (L) | Sędziowie: Sylwester Strzylak i Tomasz Janik Widzów: 4600 Transmisja: Polsat Sport |  |

## Liga Mistrzów

### Faza grupowa
Tabela
| Lp. | Drużyna                  | Pkt | Mecze | Mecze   | Mecze   | Sety | Sety | Sety  | Małe punkty | Małe punkty | Małe punkty |
| Lp. | Drużyna                  | Pkt | M     | W (3:2) | P (2:3) | wyg. | prz. | ratio | zdob.       | str.        | ratio       |
| --- | ------------------------ | --- | ----- | ------- | ------- | ---- | ---- | ----- | ----------- | ----------- | ----------- |
| 1   | Tours VB                 | 15  | 6     | 5 (0)   | 1 (0)   | 16   | 5    | 3.200 | 511         | 433         | 1.180       |
| 2   | PGE Skra Bełchatów       | 14  | 6     | 5 (1)   | 1 (0)   | 15   | 6    | 2.500 | 511         | 451         | 1.133       |
| 3   | ACH Volley Lublana       | 6   | 6     | 2 (1)   | 4 (1)   | 9    | 14   | 0.643 | 499         | 527         | 0.947       |
| 4   | Budvanska Rivijera Budva | 1   | 6     | 0 (0)   | 6 (1)   | 3    | 18   | 0.167 | 398         | 508         | 0.783       |

Źródło: cev.lu
Punktacja: 3:0 i 3:1 – 3 pkt; 3:2 – 2 pkt; 2:3 – 1 pkt; 1:3 i 0:3 – 0 pkt
Zasady ustalania kolejności: 1. liczba punktów; 2. stosunek setów; 3. stosunek małych punktów; 4. bilans w bezpośrednich meczach
PGE Skra Bełchatów jako gospodarz Final Four nie brała udziału w fazie play-off.
     awans do fazy play-off
     relegacja do Pucharu CEV
Wyniki spotkań
| 20.10.2011 | Budvanska Rivijera Budva | 0:3 (21:25, 17:25, 22:25) | PGE Skra Bełchatów | Mediteranski Sportski Centar, Budva                                                    |  |
| 18:00      | Vojin Ćaćić 9 pkt Gojko Ćuk 7 pkt Ivan Raič 7 pkt Milan Marković 4 pkt Nemanja Stevanović 4 pkt Vladimir Čedić 1 pkt Simo Dabović 1 pkt Nemanja Dukić 1 pkt Veljko Petković 1 pkt Rade Papović (L) Ivan Rasović (L) | raport                    | Mariusz Wlazły 16 pkt Bartosz Kurek 14 pkt Daniel Pliński 11 pkt Michał Winiarski 8 pkt Marcin Możdżonek 6 pkt Aleksandar Atanasijević 3 pkt Miguel Ángel Falasca 3 pkt Paweł Woicki 2 pkt Konstantin Čupković Wytze Kooistra Paweł Zatorski (L) | Sędziowie: Omero Satanassi i Georgios Georgouleas Widzów: 680 Transmisja: Polsat Sport |  |

| 26.10.2011 | PGE Skra Bełchatów | 3:1 (25:22, 25:21, 19:25, 25:22) | Tours VB | Hala MOSiR, Łódź                                                               |  |
| 18:00      | Bartosz Kurek 20 pkt Daniel Pliński 17 pkt Michał Winiarski 15 pkt Mariusz Wlazły 14 pkt Marcin Możdżonek 8 pkt Miguel Ángel Falasca 3 pkt Wytze Kooistra 1 pkt Konstantin Čupković Karol Kłos Paweł Woicki Paweł Zatorski (L) | raport                           | Yosleider Cala Gerardo 18 pkt David Konečný 18 pkt Petr Konečný 10 pkt Horacio d’Almeida 5 pkt David Smith 4 pkt Miloš Terzić 2 pkt Bojidar Slavev 1 pkt Adrien Prével Rafael Redwitz Alexis González (L) | Sędziowie: Zsolt Mezöffy i Alin Mateizer Widzów: 8800 Transmisja: Polsat Sport |  |

| 14.12.2011 | PGE Skra Bełchatów | 3:2 (23:25, 28:30, 25:21, 25:18, 15:12) | ACH Volley Lublana | Hala MOSiR, Łódź                                                             |  |
| 18:00      | Karol Kłos 17 pkt Bartosz Kurek 17 pkt Michał Winiarski 16 pkt Mariusz Wlazły 16 pkt Daniel Pliński 14 pkt Miguel Ángel Falasca 6 pkt Konstantin Čupković 4 pkt Aleksandar Atanasijević Michał Bąkiewicz Paweł Woicki Paweł Zatorski (L) | raport                                  | Alen Šket 26 pkt Uroš Kovačević 16 pkt Andrej Flajs 11 pkt Milan Rašić 9 pkt Jan Klobučar 3 pkt Dejan Vinčić 3 pkt Matej Vidič 2 pkt Klemen Čebulj 1 pkt Alan Komel 1 pkt Adam Simac 1 pkt Gregor Ropret Daniel Lewis (L) | Sędziowie: Dušan Hodoň i Wiktor Markow Widzów: 9500 Transmisja: Polsat Sport |  |

| 20.12.2011 | ACH Volley Lublana | 0:3 (32:34, 18:25, 21:25) | PGE Skra Bełchatów | Arena Stožice, Lublana                                                        |  |
| 20:30      | Alen Šket 18 pkt Andrej Flajs 10 pkt Milan Rašić 10 pkt Uroš Kovačević 5 pkt Klemen Čebulj 3 pkt Matevž Kamnik 2 pkt Alan Komel 1 pkt Gregor Ropret 1 pkt Dejan Vinčić 1 pkt Jan Klobučar Adam Simac Daniel Lewis (L) | raport                    | Mariusz Wlazły 22 pkt Bartosz Kurek 20 pkt Karol Kłos 6 pkt Michał Bąkiewicz 5 pkt Daniel Pliński 5 pkt Miguel Ángel Falasca 3 pkt Aleksandar Atanasijević 1 pkt Konstantin Čupković Wytze Kooistra Robert Milczarek Paweł Woicki Paweł Zatorski (L) | Sędziowie: Nikola Micewski i Aziz Yener Widzów: 7700 Transmisja: Polsat Sport |  |

| 12.01.2012 | Tours VB | 3:0 (25:22, 25:21, 26:24) | PGE Skra Bełchatów | Salle Robert-Grenon, Tours                                                                       |  |
| 20:30      | David Konečný 17 pkt Yosleider Cala Gerardo 12 pkt David Smith 7 pkt Miloš Terzić 5 pkt Petr Konečný 3 pkt Rafael Redwitz 2 pkt Horacio d’Almeida Adrien Prével Alexis González (L) | raport                    | Mariusz Wlazły 18 pkt Bartosz Kurek 12 pkt Marcin Możdżonek 9 pkt Daniel Pliński 8 pkt Michał Winiarski 4 pkt Michał Bąkiewicz 2 pkt Miguel Ángel Falasca 1 pkt Aleksandar Atanasijević Paweł Woicki Paweł Zatorski (L) | Sędziowie: Susana María Rodríguez Játiva i Thomas Rietfort Widzów: 2900 Transmisja: Polsat Sport |  |

| 18.01.2012 | PGE Skra Bełchatów | 3:0 (25:16, 25:15, 25:17) | Budvanska Rivijera Budva | Hala MOSiR, Łódź                                                                |  |
| 18:00      | Aleksandar Atanasijević 16 pkt Wytze Kooistra 12 pkt Bartosz Kurek 8 pkt Michał Bąkiewicz 7 pkt Karol Kłos 7 pkt Konstantin Čupković 6 pkt Marcin Możdżonek 4 pkt Miguel Ángel Falasca 1 pkt Robert Milczarek 1 pkt Mariusz Wlazły 1 pkt Paweł Woicki Paweł Zatorski (L) | raport                    | Ivan Raič 11 pkt Gojko Ćuk 6 pkt Milan Marković 5 pkt Vojin Ćaćić 4 pkt Nemanja Stevanović 3 pkt Nemanja Dukić 1 pkt Veljko Petković 1 pkt Vladimir Čedić Simo Dabović Ivan Rasović (L) | Sędziowie: René Činátl i Adrian Flückiger Widzów: 9000 Transmisja: Polsat Sport |  |

### Final Four
Półfinał
| 17.03.2012 | PGE Skra Bełchatów | 3:0 (25:23, 25:21, 28:26) | Arkas Spor Izmir | Atlas Arena, Łódź                                                                 |  |
| 14:37      | Bartosz Kurek 19 pkt Mariusz Wlazły 16 pkt Michał Winiarski 11 pkt Marcin Możdżonek 5 pkt Daniel Pliński 4 pkt Miguel Ángel Falasca 2 pkt Karol Kłos Paweł Woicki Paweł Zatorski (L) | raport                    | Liberman Agamez 17 pkt Justin Duff 7 pkt John Perrin 6 pkt João Paulo Bravo 5 pkt Emin Gök 4 pkt Kevin Hansen 4 pkt Burak Hascan Burutay Subaşı Ceyhun Tendar Nuri Şahin (L) | Sędziowie: Milan Labašta i Dejan Jovanović Widzów: 13000 Transmisja: Polsat Sport |  |

Finał
| 18.03.2012 | PGE Skra Bełchatów | 2:3 (15:25, 25:16, 25:22, 24:26, 15:17) | Zenit Kazań | Atlas Arena, Łódź                                                                 |  |
| 17:37      | Mariusz Wlazły 25 pkt Bartosz Kurek 16 pkt Michał Winiarski 16 pkt Daniel Pliński 9 pkt Marcin Możdżonek 6 pkt Miguel Ángel Falasca 4 pkt Karol Kłos Paweł Woicki Paweł Zatorski (L) | raport                                  | Maksim Michajłow 20 pkt Aleksandr Wołkow 17 pkt Nikołaj Apalikow 15 pkt Jurij Bierieżko 11 pkt Jewgienij Siwożelez 5 pkt William Priddy 3 pkt Valerio Vermiglio 3 pkt Aleksiej Czeremisin Aleksander Gucaljuk Aleksiej Obmoczajew (L) | Sędziowie: Dejan Jovanović i Milan Labašta Widzów: 13000 Transmisja: Polsat Sport |  |

### Statystyki
| Nr | Imię i nazwisko         | Mecze | Sety |      | Punkty | Punkty | Punkty |     | Zagrywka | Zagrywka   | Zagrywka | Zagrywka | Zagrywka |             | Blok | Blok | Blok |
| Nr | Imię i nazwisko         | Mecze | Sety | Suma | ZP1    | ZPk    | Suma   | ZPz | SPz      | Asy na set | Efekt. z | SPb      | ZPb      | Blok na set |      |      |      |
| 2  | Mariusz Wlazły          | 8     | 27   | 128  | 85     | 43     | 108    | 11  | 34       | 0,4        | -21%     | 1        | 8        | 0,3         |      |      |      |
| 4  | Daniel Pliński          | 7     | 26   | 68   | 44     | 24     | 93     | 2   | 17       | 0,1        | -16%     | 1        | 21       | 0,8         |      |      |      |
| 5  | Wytze Kooistra          | 4     | 8    | 13   | 5      | 8      | 11     | 2   | 4        | 0,3        | -18%     | 0        | 5        | 0,6         |      |      |      |
| 6  | Karol Kłos              | 6     | 16   | 30   | 17     | 13     | 55     | 4   | 1        | 0,3        | 5%       | 0        | 7        | 0,4         |      |      |      |
| 7  | Bartosz Kurek           | 8     | 29   | 126  | 82     | 44     | 89     | 8   | 34       | 0,3        | -29%     | 1        | 5        | 0,2         |      |      |      |
| 8  | Robert Milczarek        | 2     | 3    | 1    | 1      | 0      | 1      | 0   | 0        | 0,0        | 0%       | 0        | 0        | 0,0         |      |      |      |
| 9  | Konstantin Čupković     | 5     | 9    | 10   | 8      | 2      | 18     | 0   | 2        | 0,0        | -11%     | 0        | 1        | 0,1         |      |      |      |
| 10 | Miguel Ángel Falasca    | 8     | 28   | 23   | 8      | 15     | 99     | 5   | 13       | 0,2        | -8%      | 0        | 8        | 0,3         |      |      |      |
| 12 | Paweł Woicki            | 8     | 19   | 2    | 0      | 2      | 31     | 2   | 3        | 0,1        | -3%      | 0        | 0        | 0,0         |      |      |      |
| 13 | Michał Winiarski        | 6     | 23   | 70   | 43     | 27     | 63     | 2   | 19       | 0,1        | -27%     | 1        | 15       | 0,7         |      |      |      |
| 14 | Aleksandar Atanasijević | 5     | 11   | 20   | 12     | 8      | 7      | 0   | 1        | 0,0        | -14%     | 0        | 1        | 0,1         |      |      |      |
| 16 | Paweł Zatorski          | 8     | 29   | 0    | 0      | 0      | 0      | 0   | 0        | 0,0        | –        | 0        | 0        | 0,0         |      |      |      |
| 17 | Marcin Możdżonek        | 6     | 19   | 38   | 20     | 18     | 84     | 5   | 6        | 0,3        | -1%      | 2        | 12       | 0,6         |      |      |      |
| 18 | Michał Bąkiewicz        | 4     | 10   | 14   | 6      | 8      | 30     | 2   | 5        | 0,2        | -10%     | 0        | 3        | 0,3         |      |      |      |

| Nr | Imię i nazwisko         | Przyjęcie | Przyjęcie | Przyjęcie | Przyjęcie | Przyjęcie | Przyjęcie |      | Atak | Atak     | Atak | Atak | Atak     | Atak |
| Nr | Imię i nazwisko         | Suma      | SPpz      | Neg.      | Bdb.      | %bdb.     | Efekt. Pz | Suma | SPa  | a zablk. | ZPa  | %a   | Efekt. a |      |
| 2  | Mariusz Wlazły          | 0         | 0         | 0         | 0         | –         | –         | 226  | 12   | 19       | 109  | 48%  | 43%      |      |
| 4  | Daniel Pliński          | 5         | 0         | 1         | 2         | 40%       | 40%       | 61   | 1    | 2        | 45   | 74%  | 72%      |      |
| 5  | Wytze Kooistra          | 0         | 0         | 0         | 0         | –         | –         | 9    | 0    | 0        | 6    | 67%  | 67%      |      |
| 6  | Karol Kłos              | 3         | 0         | 0         | 1         | 33%       | 33%       | 30   | 1    | 3        | 20   | 67%  | 63%      |      |
| 7  | Bartosz Kurek           | 86        | 4         | 28        | 28        | 33%       | 28%       | 201  | 16   | 22       | 113  | 56%  | 48%      |      |
| 8  | Robert Milczarek        | 4         | 0         | 1         | 2         | 50%       | 50%       | 3    | 0    | 2        | 1    | 33%  | 33%      |      |
| 9  | Konstantin Čupković     | 17        | 2         | 10        | 4         | 24%       | 12%       | 23   | 2    | 2        | 9    | 39%  | 30%      |      |
| 10 | Miguel Ángel Falasca    | 2         | 0         | 1         | 0         | 0%        | 0%        | 20   | 1    | 0        | 10   | 50%  | 45%      |      |
| 12 | Paweł Woicki            | 0         | 0         | 0         | 0         | –         | –         | 0    | 0    | 0        | 0    | –    | –        |      |
| 13 | Michał Winiarski        | 166       | 4         | 47        | 56        | 34%       | 31%       | 118  | 13   | 10       | 53   | 45%  | 34%      |      |
| 14 | Aleksandar Atanasijević | 0         | 0         | 0         | 0         | –         | –         | 38   | 2    | 4        | 19   | 50%  | 45%      |      |
| 16 | Paweł Zatorski          | 200       | 8         | 52        | 77        | 39%       | 35%       | 0    | 0    | 0        | 0    | –    | –        |      |
| 17 | Marcin Możdżonek        | 6         | 0         | 2         | 2         | 33%       | 33%       | 34   | 3    | 5        | 21   | 62%  | 53%      |      |
| 18 | Michał Bąkiewicz        | 43        | 1         | 14        | 16        | 37%       | 35%       | 24   | 1    | 1        | 9    | 38%  | 33%      |      |

Źródło: cev.lu

## Statystyki, varia

### Podsumowanie sezonu
| Rozgrywki     | M  | Z  | P | Sety | Sety | Sety | Małe punkty | Małe punkty | Osiągnięcie |
| Rozgrywki     | M  | Z  | P | S    | wyg. | prz. | zdob.       | str.        | Osiągnięcie |
| ------------- | -- | -- | - | ---- | ---- | ---- | ----------- | ----------- | ----------- |
| PlusLiga      | 28 | 23 | 5 | 105  | 73   | 32   | 2474        | 2231        | 2. miejsce  |
| Puchar Polski | 4  | 4  | 0 | 13   | 12   | 1    | 322         | 258         | 1. miejsce  |
| Liga Mistrzów | 8  | 7  | 1 | 29   | 20   | 9    | 693         | 627         | 2. miejsce  |